# Rotterdam Ahoy
Rotterdam Ahoy (рус. Роттердам Ахой (также известен как Ahoy и Ahoy Rotterdam)) — конференц-центр, расположенный в Роттердаме. Комплекс состоит из трёх основных площадок: ярмарочного и конференц-зала, конгресс-центра и конференц-центра Ahoy Arena. Вместимость: 16 426 человек.

## История
Центр в его нынешнем виде был построен в 1970 году и был открыт 15 января 1971 года. Поразительный дизайн комплекса получил различные национальные и международные награды за свои специальные стальные конструкции. Первым мероприятием, которое там состоялось, стала семейная выставка Femina. С тех пор арена неоднократно расширялась.
На время пандемии COVID-19 арена была переоборудована в больницу.
На арене проводились следующие мероприятия: Чемпионат Европы по лёгкой атлетике в помещении 1973, Чемпионат мира по мини-футболу 1989, Детское Евровидение — 2007, Чемпионат мира по дзюдо 2009, Чемпионат мира по спортивной гимнастике 2010, Чемпионат мира по настольному теннису 2011, Чемпионат Европы по волейболу среди женщин 2015, Чемпионат мира по шорт-треку 2017, Чемпионат Европы по волейболу среди мужчин 2019, Евровидение-2021.